# Trifești (gmina w okręgu Jassy)
Trifești – gmina w Rumunii, w okręgu Jassy. Obejmuje miejscowości Hermeziu, Trifești, Vladomira i Zaboloteni. W 2011 roku liczyła 3774 mieszkańców.